# 범어네거리 서한이다음
범어네거리 서한이다음(영어: Beomeo Crossroads Letter of correspondence)는 대한민국 대구광역시 수성구 범어동에 위치한 주상복합 단지다. 2017년 5월 12일에 모델하우스가 오픈하였고 5월 24일에 아파트 당첨자가 발표되었고 5월 24일 ~ 25일에 오피스텔 청약이 완료되었다. 이후에 착공하여 2020년 7월에 완공되었다.

## 구성
아파트 단지인 101동, 102동과 오피스텔 단지인 201동으로 구성되어 있다.
| 동 명칭 | 층수 | 높이 |
| ------- | ---- | ---- |
| 101동   | 41층 | 124m |
| 102동   | 39층 | 120m |
| 201동   | 40층 | 122m |

## 인공지능 아파트
범어네거리 서한이다음은 대구광역시 최초 인공지능 아파트이다. KT 기가지니, 원패스 시스템, 실내공기질 관리시스템, 지능형 CCTV 영상분석, 융합형 스마트 가로등, 스마트폰 방문자 영상통화, 전기차 충전소 등이 들어설 예정이다.

## 내부 시설
아파트 두 동과 오피스텔이 있으며 아파트와 오피스텔의 시설이다.

### 아파트
아파트의 시설이다. 24층에는 2402호가 아닌 피난층이 있다.

#### 101동
| 층수                | 시설                   |
| ------------------- | ---------------------- |
| 25층 ~ 41층         | 아파트                 |
| 24층                | 아파트, 피난층         |
| 7층 ~ 23층          | 아파트                 |
| 6층                 | 경로당, 필로티         |
| 2층 ~ 5층           | 지상주차장             |
| 1층                 | 지상주차장, 관리사무소 |
| 지하 3층 ~ 지하 1층 | 지하주차장             |

#### 102동
| 층수                | 시설             |
| ------------------- | ---------------- |
| 25층 ~ 39층         | 아파트           |
| 24층                | 아파트, 피난층   |
| 7층 ~ 23층          | 아파트           |
| 6층                 | 키즈카페, 독서실 |
| 1층 ~ 5층           | 지상주차장       |
| 지하 3층 ~ 지하 1층 | 지하주차장       |

### 오피스텔
오피스텔의 시설이다. 24층에는 오피스텔이 아닌 피난층이 있다.

#### 201동
| 층수                | 시설         |
| ------------------- | ------------ |
| 25층 ~ 40층         | 오피스텔     |
| 24층                | 피난층       |
| 7층 ~ 23층          | 오피스텔     |
| 3층 ~ 5층           | 오피스텔     |
| 1층                 | 근린생활시설 |
| 지하 3층 ~ 지하 1층 | 지하주차장   |

## 같이 보기
- 대구광역시의 마천루 목록